# دائرة التعليم والمعرفة (أبو ظبي)
دائرة التعليم والمعرفة تم إنشاء دائرة التعليم والمعرفة (ADEK) في عام 2005 بتوجيه من إمارة أبوظبي، التي كان من اللازم عليها تأسيس إطار عمل تعليمي لتحقيق أهداف التنمية في الإمارة. اشتملت الأهداف التي أنشئ المجلس من أجلها على هدفين أساسيين، الأول هو تطوير التعليم والمؤسسات التعليمية في إمارة أبوظبي، والهدف الثاني تقديم الاستشارات الفنية بشأن تطوير السياسات والخدمات التربوية في الإمارة، وذلك وفق رؤية تهدف إلى الارتقاء بالتعليم في إمارة أبوظبي إلى أعلى المستويات العالمية.

## الأهداف
- توفير نظام تعليمي ذي مستوى عالمي، يدفع جميع الطلبة نحو استغلال كامل إمكاناتهم وقدراتهم بما يجعلهم مؤهّلين للتنافس على المستوى العالمي.
- تخريج طلبة ذوي مستوى عالمي، يمتلكون وعياً ثقافياً وتراثياً راسخاً، ومؤهلون لمواجهة التحديات العالمية.[2]

## توحيد النظام التعليمي 2017
بناء على توجيهات الشيخ خليفة بن زايد آل نهيان رئيس الدولة بتوحيد الأنظمة التعليمية على مستوى الدولة بما يلبي متطلبات التنمية الشاملة ويحقق الأهداف الوطنية العليا، وبمتابعة من الشيخ محمد بن راشد آل مكتوم، نائب رئيس الدولة رئيس مجلس الوزراء حاكم دبي، وبدعم من الشيخ محمد بن زايد آل نهيان ولي عهد أبوظبي نائب القائد الأعلى للقوات المسلحة..أعلنت وزارة التربية والتعليم ومجلس أبوظبي للتعليم، عن توحيد النظام التعليمي على مستوى الدولة، ضمن خطط عملهما للارتقاء بالتعليم والنهوض به بما يلبي متطلبات الأجندة الوطنية وتحقيق رؤية الإمارات2021 بالتركيز على تطوير نظام تعليمي رفيع المستوى.
ويشكل إعلان توحيد النظام التعليمي على مستوى الدولة بداية استثنائية للعام الدراسي 2017 - 2018 بقيادة وزارة التربية والتعليم للعمليات المدرسية في العاصمة أبوظبي لتعميم نموذج «المدرسة الإماراتية» على مستوى الدولة، والتي تهدف إلى تقديم نموذج رائد للتعليم بمناهجها ومهارات طلابها ومساراتها وأساليب تقييمها، وإرساء نظام تعليمي في المدارس الإماراتية يتميز بالمستوى الرفيع الذي ينسجم مع رؤية القيادة وإيمانها الراسخ بأن أبناءها الطلبة هم المورد الأهم وسط موارد الدولة، ولهم الحق في الحصول على تعليم عصري عالمي يواكب طموح الإمارات وخططها المستقبلية.
وبموجب اتفاق توحيد النظام التعليمي بين وزارة التربية والتعليم ومجلس أبوظبي للتعليم ستقوم الوزارة بتوحيد النظم والسياسات والمسارات التعليمية بين كافة المدارس الحكومية في الدولة والمدارس الخاصة التي تطبق نظام الوزارة، وتعميم نموذج «المدرسة الإماراتية» عليها بما يعزز كفاءة النظام التعليمي في الدولة ويحقق الاستفادة المثلى من الموارد المتاحة، وصولا إلى خطة وطنية موحدة للنهوض بأداء المنظومة التعليمية في الدولة.
وستقوم الوزارة والمجلس من خلال فرق العمل المشتركة باستعراض ومناقشة التفاصيل التشغيلية مع المعلمين والكوادر الإدارية لضمان بداية سلسة للعام الدراسي المقبل، كما سيتاح لطلبة الصف الثاني عشر استمرارية دراسة مناهجهم خلال المرحلة الانتقالية العام المقبل ضمانا لتوفير أفضل المخرجات التعليمية للطلبة.